# Friedrich Wilhelm von Printzen

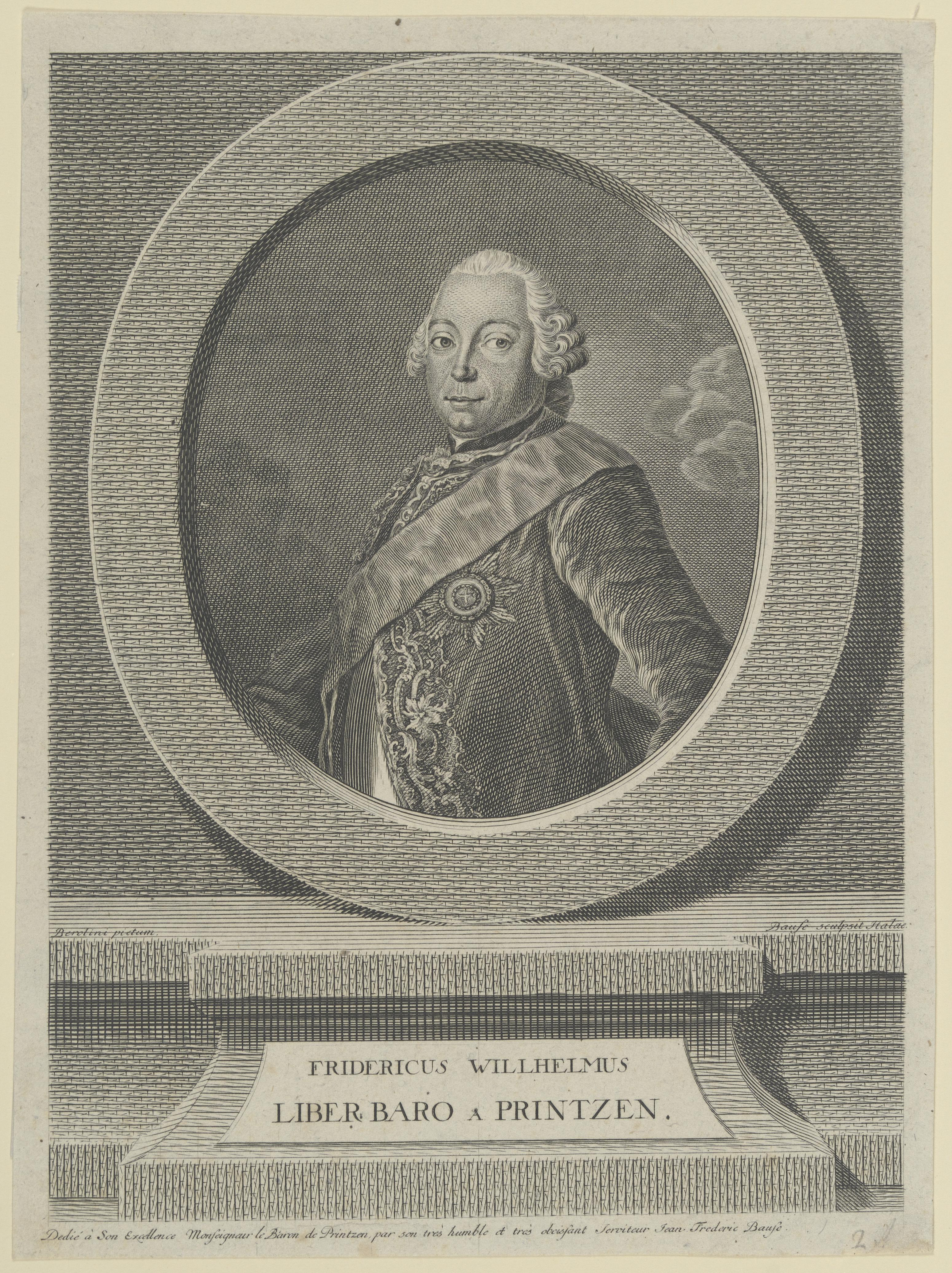
Friedrich Wilhelm von Printzen, Stich von Johann Friedrich Bause, nach 1760

Freiherr Friedrich Wilhelm von Printzen (* 27. Januar 1719 in Berlin; † 24. September 1773 auf Carow) war ein königlich-preußischer geheimer Kriegsrat. Er war designierter Komtur des Johanniterordens in Lietzen, Träger des Württembergischen großen Jagd-Ordens sowie Erbherr auf Gut Karow bei Genthin, Seedorf, Nielbock, Gollwitz, Alt- und Neu-Schollene, Parey (Havel), Grütz, Ferchels, Siepe, Caputh und Nierow.

## Leben

### Herkunft
Seine Eltern waren der Oberhofmarschall und Staatsminister Marquard Ludwig von Printzen (1675–1725) aus dem Adelsgeschlecht Printzen und dessen Ehefrau Dorothea Sophie von Schlippenbach.

### Militärkarriere
Er hatte auf der Hohen Schule eine gute Ausbildung erhalten und eine Kavalierstour unternommen.  Unter König Friedrich Wilhelm I. kam er ins Infanterie-Regiment in Potsdam, wo er bis zum Leutnant aufstieg. Er sollte in den Diplomatischen Dienst, aber mit dem Tod des Königs wurde eine bereits geplante Mission abgesagt. Unter Friedrich II. stieg er zum geheimen Kriegsrat auf. Er wurde Abgeordneter der kurmärkischen Landschaft und Städte-Kassen. Am 30. August 1742 erhielt er den Württembergischen großen Jagd-Orden. Am 14. September 1762 wurde er in den einflussreichen Johanniterorden aufgenommen. Er starb nach 30 Jahren Dienst für den König; sein Tod wurde wegen seiner besonderen Rechtschaffenheit ungemein bedauert.

### Familie
Im März 1741 heiratete er in Berlin Susanne Benedikte von Meyer (* 24. Februar 1722), die Tochter des dänischen Generalleutnants und bevollmächtigten Ministers am preußischen Hof Benedikt von Meyer. Dieser Ehe entstammt die Erbtochter Elisabeth Luise Sophie (* 22. Juni 1742; † 24. August 1811), diese heiratete am 3. Dezember 1762 den Hofmarschall Friedrich Heinrich Ferdinand von Wartensleben (* 24. April 1740; † 28. Dezember 1776), einen Sohn des Generalleutnants Leopold Alexander von Wartensleben (1710–1775).

### Mitgliedschaften
1748 wurde er in die Loge Zu den drei Weltkugeln aufgenommen und bekleidete dort mehrmals das Amt des Logenmeisters. Er erwarb sich große Verdienste um die Wiedervereinigung der drei Berliner Logen und war Großmeister des maurerischen Tribunals.